# Gonzalo Queipo de Llano
Gonzalo Qeipo de Llano y Sierra (5. veljače 1875. – 9. ožujka 1951.), španjolski vojnik koji se borio na strani nacionalista u Španjolskom građanskom ratu.
Rođen je u Tordesillasu, u obitelji grofova. Potjecao je iz aristokratske obitelji, a preci su mu bili premijeri Španjolske i gradonačelnici Madrida.
Iako mu je isprva obrazovanje davalo sjemenište, pobjegao je u vojsku gdje je bio topnik.
Kasnije je otišao u Valladolid na Kraljevsku konjaničku akademiju kao kadet. Borio se na Kubi i u Maroku.
1901. godine oženio se i u braku imao dvoje djece.
Čin brigadnog generala dosegao je 1923. godine. Ipak, bio je kritičar vojnog ustroja i uprave, zbog čega ga je Miguel Primo de Rivera smijenio i zatvorio.
Kasnije je pušten, ali nije prestao prigovarati pa je 1928. godine otpušten iz vojne službe.
Jedno vrijeme je mirovao i stvarao veze na raznim strana.Prišao je pobunjenicima koji su svrgnuli kralja. Javno se hvalio da je njegov sportski kabriolet prešao 20.000 milja pri planiranju pobune 17. srpnja 1936. koja će prerasti u Španjolski građanski rat.
Imenovan zapovjednikom Nacionalističke vojske Juga, okupio je trupe i zauzeo Sevillu. Ta njegova pobjeda na početku rata ima gotovo mitološki status jer je on isprva tvrdio da je grad zauzeo s 200, a kasnije sa samo 15 vojnika. Međutim, povjesničari tvrde da je za taj pothvat bilo potrebno najmanje 4000 vojnika.
Zauzeo je i Malagu 8. veljače 1937. godine.
Iako on i Franco nisu bili prijatelji, nikad se javno nije usprotivio hunti.
Umro je u 76. godini na svom ladanjskom imanju blizu Seville.